# Andreas Hansen-Grumby
 Der er flere personer med dette navn, se Andreas Hansen.
Andreas Hansen, kendt som Andreas Hansen-Grumby (7. oktober 1818 i Grumby – 17. januar 1884 i Tolk) var en dansk gårdejer og slesvig-holstensk politiker.
Hans forældre var gårdejer Marx Hansen (1784-1842) og Margaretha Sophia Andresen (ca. 1800-1884, gift 2. gang 1844 med gårdejer Hans Peter Jessen, død 1864). Han blev blev gårdejer efter sin fader og fremtrådte først i det offentlige liv, da han 1853 blev medlem af den slesvigske stænderforsamling og straks stillede krav på sprogreskripternes tilbagekaldelse. Hansen gav på ny møde 1856-57 og 1860, var i den sidste samling vicepræsident og en af det tyske flertals ledere, gjorde gentagne gange de voldsomste angreb på sproganordningerne og på embedsmændene, især præsterne, og protesterede imod, at Slesvig var et dansk hertugdømme, og at Rigsrådets beslutninger vedrørte det. 1859 valgtes Hansen til medlem af Rigsrådet, optrådte ligeledes her med indsigelse mod dets lovlighed og nægtede til sidst at give møde, hvorfor han 1862 udstødtes af forsamlingen. Det var også han, som gav tegnet til flertallets sprængning af den slesvigske stænderforsamling i juli 1863. Hansen var 1864 overmåde virksom for den augustenborgske prætendents sag og hørte til de slesvigske notabler, som i februar drog til Berlin og Wien og i april til London for at udvirke hans indsættelse. Endnu i det næste år var han medlem af udvalget for de slesvig-holstenske foreninger og havde i december i Aabenraa og Flensborg to møder med nordslesvigske stænderdeputerede for at overtale dem til fælles optræden imod Preussen, men blev afvist, da han bestemt fastholdt et Slesvig-Holsten under Friedrich VIII. Dette forsøg spottedes senere af tyskerne som "Hansen-Grumbys Dänenfahrt". 1866 trak han sig tilbage fra det politiske liv, skuffet i sine planer, og et senere tilbud om valg til det preussiske underhus afslog han. Han døde 17. januar 1884 i Tolk af kræft. Hansen Grumby var ikke særlig begavet eller veltalende, men uforfærdet i sin optræden.
Hansen Grumby blev gift 3. november 1842 i Tolk med Christina Maria Fester (3. november 1817 i Goltoft – 6. marts 1895 i Tolk), datter af gårdejer Jørgen Henrik Fester (1779-1842) og Catharina Elisabeth Marxsen (født 1794).
Han er begravet på Tolk Kirkegård.